# Sant Joan Baptista de l'Albagés
Sant Joan Baptista de l'Albagés és una església del municipi de l'Albagés (Garrigues) protegida com a bé cultural d'interès local.

## Descripció
És una església situada al carrer major, al centre de la població, respectant la línia del carrer. És una construcció entre mitgeres, un dels edificis que la flanquegen és la rectoria. Està estructurat en tres naus, la central coberta amb volta de canó amb arcs torals i llunetes amb finestres ornamentades amb motllures barroques. La part alta de la nau central està rematada per tres cornises de gruixos diferents policromades de color marró, com la resta d'elements de guix ornamentals. Les laterals estan cobertes amb volta de creueria.
Als peus de l'església trobem el cor. A la mateixa zona però a l'extrem esquerre hi ha un campanar de base quadrada amb dos cossos superiors octogonals amb un interior molt modificat en època neoclàssica sense massa interès que a principis de segle XX fou escapçat per un llamp. L'absis és de planta semicircular, coberta amb volta de quart d'esfera. A ambdós costats, a les naus laterals, hi ha dos altars amb diverses imatges religioses.
La coberta és a dues aigües de teula àrab. El parament murari és de carreus de pedra ben escairats, disposats en filades i deixats a la vista. El paviment és de mosaic.
Pel que fa a la façana exterior, destaca la façana dels peus. Aquesta s'estructura en dos nivells de la mateixa alçada. La separació entre ambdós nivells es realitza amb una motllura clàssica. El nivell inferior té com a element més destacat la portada. Es tracta d'una obertura flanquejada per falses pilastres adossades que sostenen un entaulament mixtilini que al nivell superior hi ha un nínxol amb una imatge del sant titular. Aquesta imatge de pedra que representa Sant Joan Baptista fou esculpida i donada al poble per Miquel Tarragó i Domènech, veí de l'Albagés i picapedrer, ja que l'escultura original havia estat destruïda durant la Guerra Civil i durant molts anys el nínxol havia estat buit.

## Història
Si ens remuntem a la construcció original, trobem molt poques referències documentals, no apareix fins a finals del segle xiii. És el 1280 quan l'esmenta el capellà de Dalfages en una dècima papal. Actualment, però, no se'n conserven vestigis de l'església primitiva.
L'edifici actual es va construir a mitjan segle xviii. L'església tenia nou magnífics altars: el major fet a principis del segle xix és de gust neoclàssic i el seu autor és Manuel Corselles Sauri, un escultor lleidatà i, la resta, estaven dedicats al Sagrat Cor de Jesús, al Sant Crist, a Sant Sebastià, a Sant Ramon, a la Puríssima, a la Verge del Roser, a les ànimes i l'últim a Sant Antoni. Aquests foren destruïts durant la Guerra Civil, entre 1936 i 1939